# Halldór Kiljan Laxness
Halldór Kiljan Laxness (właśc. Halldór Guðjónsson; ur. 23 kwietnia 1902 w Reykjavíku, zm. 8 lutego 1998 w Gljúfrasteinn koło Mosfellsbær na zach. wybrzeżu Islandii) – pisarz islandzki, laureat literackiej Nagrody Nobla w 1955.
Chociaż urodził się w stolicy Islandii Reykjavíku, to wychował się na farmie Laxness, od której wziął swój pseudonim artystyczny. W 1919 rozpoczął podróż po Europie (Skandynawia, Niemcy), przeszedł na katolicyzm i osiadł w klasztorze w Luksemburgu. Rozczarowany ascetycznym życiem, zwrócił się ku socjalizmowi. Odwiedził Kanadę, a potem USA, gdzie próbował sił jako scenarzysta w Hollywood. Za wyznawane poglądy komunistyczne groziła mu deportacja, wkrótce sam wyjechał do Niemiec. W 1955 otrzymał literacką Nagrodę Nobla, kilka lat później powrócił do kraju.
Laxness napisał 51 powieści. Był autorem licznych wierszy i artykułów prasowych. Stworzył między innymi:
- cykle powieści z życia ludu islandzkiego: Salka Valka, Światłość świata, Niezależni,
- trylogię historyczną Dzwon Islandii,
- powieść nacjonalistyczno-pacyfistyczną Sprzedana wyspa: Powieść satyryczna (pierwotnie w isl.: Atómstödin, dosłownie "Stacja/baza atomowa"),
- powieść o cechach realizmu magicznego Duszpasterstwo koło lodowca (isl.: Kristnihald undir jökli, (dosłownie "Chrześcijaństwo u podnóża lodowca"),
- dramaty, poezje, eseje.

## Rodzina
Jego córka Gudny Halldorsdóttir jest nagradzaną reżyserką filmową. Jej pierwsza praca, popularna adaptacja (oczywiście z zakończeniem utrzymanym w realizmie magicznym) powieści "Kristnihald undir jökli" ("Chrześcijaństwo u podnóża lodowca") wyświetlana bywa na festiwalach filmu islandzkiego i w kinach-muzeach filmu w miastach europejskich, w USA i w Kanadzie (przynajmniej w Toronto i Montrealu). Film ten jest bardzo dobrze znany nawet młodzieży w Islandii.
Jego wnuk jest raperem w Reykjavíku, występuje i nagrywa jako Dóri DNA.